# Bennsville (Maryland)
Bennsville es un lugar designado por el censo ubicado en el condado de Charles en el estado estadounidense de Maryland. En el año 2010 tenía una población de 11923 habitantes y una densidad poblacional de 270,98 personas por km².

## Geografía
Bennsville se encuentra ubicado en las coordenadas 38°37′24″N 77°0′23″O / 38.62333, -77.00639.

## Demografía
Según la Oficina del Censo en 2000 los ingresos medios por hogar en la localidad eran de $115.160 y los ingresos medios por familia eran $121.027. Los hombres tenían unos ingresos medios de $74.268 frente a los $61.250 para las mujeres. La renta per cápita para la localidad era de $43.935. Alrededor del 2,2% de la población estaba por debajo del umbral de pobreza.